# United Nations Transitional Administration for Eastern Slavonia, Baranja and Western Sirmium
United Nations Transitional Administration for Eastern Slavonia, Baranja and Western Sirmium (UNTAES) (svenska: FN:s övergångsadministration för östra Slavonien, Baranja och västra Srijem) var en av FN utsänd fredsbevarande styrka och övergångsadministration som verkade i östra Kroatien åren 1996–1998. Missionen fick sitt mandat av FN:s säkerhetsråd och resolution 1037 som antogs av rådet den 15 januari 1996. 

## Uppdrag

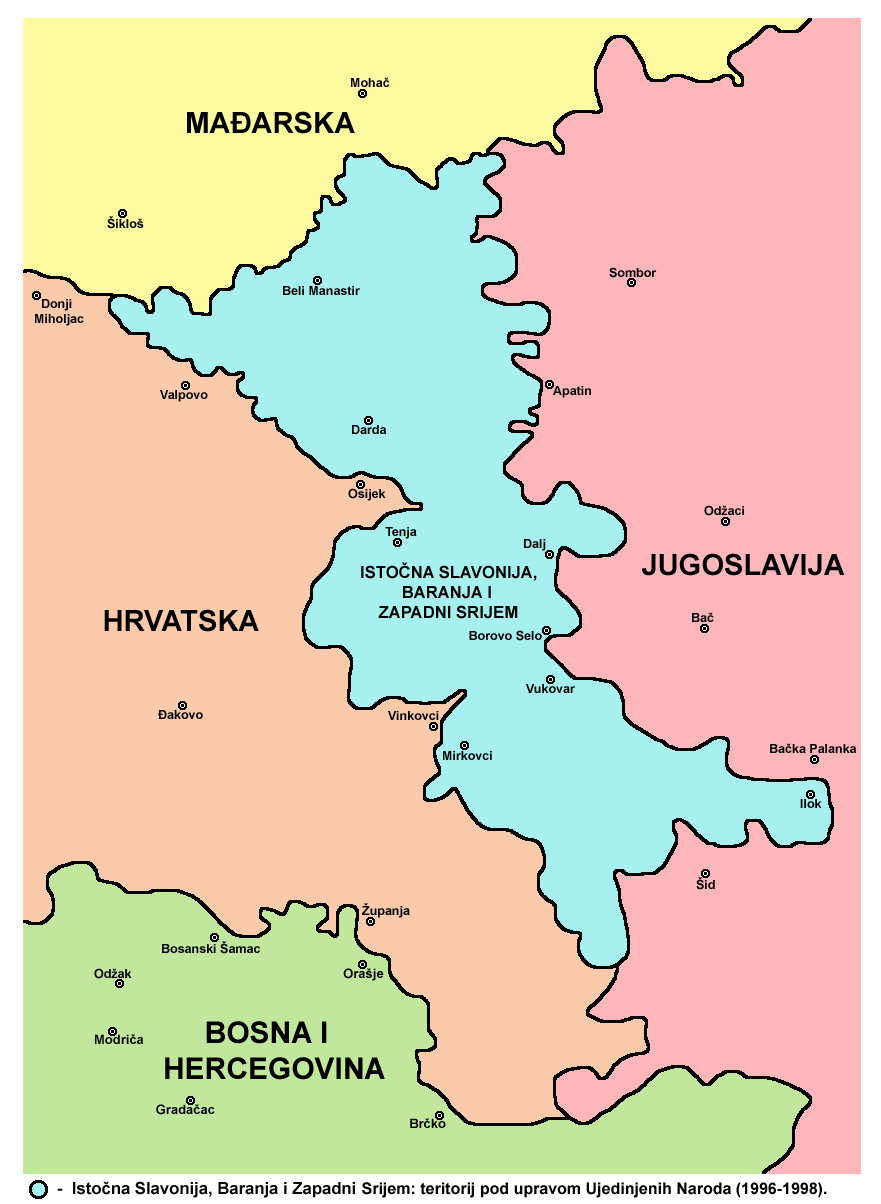
UNTAES' verksamhetsområde i blått.

UNTAES' uppdrag grundades på Erdutavtalet som var ett fredsavtal som hade ingåtts den 12 november 1995 mellan Kroatien och dåvarande Förbundsrepubliken Jugoslavien. Den FN-ledda administrationen hade till syfte att övervaka den överenskomna demilitariseringen av berört område samt dess fredliga integration med övriga Kroatien. Sedan uppdraget fullföljts lämnade de sista FN-styrkorna Kroatien den 15 januari 1998.

## Historia
År 1995 återtog kroatiska regeringsstyrkor genom Operation Storm merparten av det territorium som åren 1991–1995 hållits av rebelliska serber. Efter den militära operationen återstod ett mindre område i östligaste Kroatien under serbernas kontroll. De kroatiska styrkornas snabba framryckning genom Operation Storm tvingade serberna till förhandlingsbordet och i november 1995 ingicks Erdutavtalet – ett fredsavtal som banade vägen för en fredlig integration av de sista serbhållna områdena med övriga Kroatien.  

## Deltagare
Den 30 september 1997 bestod FN-styrkan av totalt 2 847 personer från 30 länder. Deltagande länder var: Argentina, Bangladesh, Belgien, Brasilien, Danmark, Egypten, Fiji, Finland, Ghana, Irland, Indonesien, Jordanien, Kenya, Litauen, Nederländerna, Nepal, Nigeria, Norge, Nya Zeeland , Pakistan, Polen, Ryssland, Schweiz, Slovakien, Sverige, Tjeckien, Tunisien, Ukraina, USA och Österrike.